# Pedro Rocha (Fußballspieler, 1942)
Pedro Virgilio Rocha Franchetti (* 3. Dezember 1942 in Salto, Uruguay; † 2. Dezember 2013 in São Paulo, Brasilien) war ein uruguayischer Fußballspieler und -trainer.

## Karriere als Spieler

### Verein
Pedro Rocha spielte auf Vereinsebene die meiste Zeit seiner Karriere für Peñarol Montevideo und FC São Paulo. Mit Peñarol Montevideo, bei dem er mindestens in den Jahren 1960 bis 1970 im Kader der in der Primera División spielenden Mannschaft stand gewann er sieben uruguayische Meistertitel (1960, 1961, 1962, 1964, 1965, 1967, 1968), dreimal die Copa Libertadores (1960, 1961 und 1966) und den Weltpokal (1961, 1966). 1963 (18 Tore), 1965 (15 Tore) und 1968 (8 Tore) war er uruguayischer Torschützenkönig. Insgesamt erzielte er in 159 Spielen für Peñarol 81 Tore.
Im Jahr 1970 wechselte er zu FC São Paulo, wo er mit dem Team 1971 und 1975 die Staatsmeisterschaft von São Paulo gewann. 1972 wurde er Torschützenkönig. Bis heute ist er der einzige Nicht-Brasilianier, dem dieses in Série A gelang (Stand Saisonende 2017). Im Jahre 1977, seinem letzten Jahr mit dem Verein, wurde sein Klub zum ersten Mal in seiner Geschichte brasilianischer Meister. In 375 Spielen traf er 113 Mal für die Tricolores.
Des Weiteren spielte er in Brasilien für Coritiba FC, mit dem er die Staatsmeisterschaft von Paraná gewann, Palmeiras São Paulo und Bangu AC in Rio de Janeiro. Sein letzter Verein war CF Monterrey in Mexiko im Jahr 1980.

### Nationalmannschaft
Rocha bestritt von seinem Debüt am 12. Oktober 1961 im Spiel gegen die chilenische Auswahl bis zu seinem letzten Einsatz am 23. Juni 1974 bei der WM gegen Schweden 52 Spiele für die uruguayische Fußballnationalmannschaft und erzielte dabei 17 Tore. Er nahm von 1962 bis 1974 an den vier Weltmeisterschaften teil. Bei der Fußball-Weltmeisterschaft 1962 kam er dabei zu zwei Einsätzen, beim 1966er Turnier lief er viermal auf. Bei der 1970 steht ein WM-Einsatz zu Buche, bei der Endrunde vier Jahre später in Deutschland waren es drei. Rocha wirkte ferner bei der Copa América 1967, aus der Uruguay als Sieger hervorging, bei der Copa Pinto Duran der Jahre 1963 und 1965, der Copa Artigas 1965 und 1968, der Copa Rio Branco 1967, der Copa Lipton 1968 und der Copa Newton 1968 mit.

### Erfolge
Peñarol
- 7 × Uruguayischer Meister: 1960, 1961, 1962, 1964, 1965, 1967, 1968
- 3 × Copa Libertadores: 1960, 1961, 1966
- 2 × Weltpokal: 1961, 1966

São Paulo
- 2 × Staatsmeisterschaft von São Paulo: 1971, 1975
- Brasilianischer Meister: 1977

Coritiba
- Staatsmeisterschaft von Paraná: 1980

Nationalmannschaft
- Copa América: 1967

Auszeichnungen
- 4 × Torschützenkönig: 1963, 1965, 1968 (jeweils Uruguay), 1972 (Brasilien)

## Karriere als Trainer
1988/89 war Rocha als Trainer bei Sporting Lissabon tätig. Es folgten Trainerstationen bei Guimarães (1990/91) und Internacional im Jahre 1996. 1997 trainierte er den japanischen Klub Kyōto Sanga.

## Meldung über seinen Tod
Rocha litt seit einigen Jahren an einer Mittelhirn-Atrophie. Am 16. November 2013 wurde unter anderem vom uruguayischen Fußballverband gemeldet, dass Rocha gestorben sei, und eine Gedenkminute angeordnet. Dieser Meldung widersprach die Frau Rochas. Er starb schließlich knapp zweieinhalb Wochen später, einen Tag vor seinem 71. Geburtstag.